# Cdrkit
cdrkit — набор компьютерных программ для работы с CD и DVD, работающий на UNIX-like системах.
Создание cdrkit было инициировано проектом Debian, как форк cdrtools. cdrkit выпускается под GNU General Public License версии 2.
ALTLinux, Fedora, Gentoo Linux, Mandriva Linux, openSUSE и Ubuntu включают в себя cdrkit.
Йорг Ясперт является лидером и менеджером релизов cdrkit.

## Компоненты
Главные компоненты пакета:
- wodim (акроним от write optical disk media), являющийся форком программы cdrecord в cdrtools.
- icedax (акроним от incredible digital audio extractor), являющийся форком программы cdda2wav в cdrtools.
- genisoimage (сокращённое generate ISO image), являющийся форком программы mkisofs в cdrtools.

## Фронт-энды
Другое ПО может использовать инструменты cdrkit как бэк-энд. Инструменты cdrkit будут сохранять интерфейс cdrtools 2.01.01a08 как минимум до недалёкого будущего. Многие программы, включая K3b, смогут использовать его до того времени.

## Форк
Проблемы с лицензией cdrtools в 2006 году заставили мэйнтейнеров cdrtools проекта Debian создать форк cdrtools — cdrkit.
Йорг Шиллинг, главный разработчик cdrtools, изменил лицензию cdrtools на Common Development and Distribution License. Через год Шиллинг также сменил лицензию многих частей кода cdrtools (главным образом cdrecord и собственной библиотеки SCSI) на CDDL. Debian заявляет, что это создало бы трудности для распространения ПО в бинарном виде.
Разработчики Debian, включавшие cdrtools в дистрибутив, заявили, что Debian больше не мог распространять cdrtools, потому что GPL запрещает комбинирование кода под GPL с кодом под лицензией, включающей в себя несовместимые запреты. Разработчик Debian Дон Армстронг предложил двойное лицензирование как возможное решение. Йорг Шиллинг считал, что проблемы с лицензированием не было, сославшись на 9 параграф определения открытого ПО. Он заявил, что каждая часть cdrtools будет независимой работой, и не согласился вносить какие-либо изменения в лицензии .
Оказавшись в тупике, разработчики Debian сделали копии последних файлов с исходными текстами cdrtools под GPL и выпустили результат под лицензией GPL в 2004 году. Через два года Heiko Eißfeldt и Jörg Schilling отправили в Debian уведомление, о том что Debian не имеет права использовать оригинальные названия утилит в их дефектной (defective) ветке, компроментируя тем самым качество оригинального cdrtools. После чего Debian переименовал свою ветку в cdrkit
Йорг Шиллинг заявил на сайте cdrecord, что вся проблема с лицензированием — «сказка», сфабрикованная людьми после того, как Шиллингом был отвергнут патч для поддержки UTF-8 в mkisofs, потому что «качество кода этого патча было отвратительным», и назвал форк атакой на проект cdrtools. По его словам, форк Debian конфликтует с GPL и Copyright и использует оригинальные имена программ без разрешения авторов, поэтому не может легально распространяться.